# Salvia divinorum
Salvia divinorum (også kendt som shamansalvie eller blot salvia) er en planteart med psykedeliske egenskaber når dens blade forbruges ved tygning, rygning eller som en te.
Bladene indeholder opioid-lignende forbindelser, der inducerer kraftige hallucinationer. Da planten ikke har været undersøgt i mere indviklede sammenhæng, er der lidt kendt om dets toksikologi, bivirkninger eller sikkerhed over langtidsforbrug. Dets oprindelige levested er skyskov i det isolerede Sierra Mazateca i Oaxaca, Mexico, hvor den vokser i skyggefulde, fugtige omgivelser. Planten vokser til over én meter høj, har hule firkantede stængler som andre i mintfamilien Lamiaceae, store blade og hvide blomster med violette calyx-er. Botanikere har ikke bestemt, om Salvia divinorum er en artificielt kultiveret plante eller en hybrid, da indfødte planter reproducerer vegetativt og sjældent producerer levedygtige frø.
Salvinorin A er det primært psykoaktive stof i planten.

## Eksterne kilder og henvisninger
1. ↑  "Salvia divinorum". Drugs.com. 2018. Hentet 8. januar 2018.
2. 1 2  Butelman, Eduardo R; Kreek, Mary Jeanne (2015). "Salvinorin A, a kappa-opioid receptor agonist hallucinogen: Pharmacology and potential template for novel pharmacotherapeutic agents in neuropsychiatric disorders". Frontiers in Pharmacology. 6. doi:10.3389/fphar.2015.00190.
3. ↑  Valdes 1987, p. 106.
4. ↑  Marushia 2002, p. 3.

| Biologi | Spire Denne artikel om biologi er en spire som bør udbygges. Du er velkommen til at hjælpe Wikipedia ved at udvide den. |